# Trichlorofluoromethan
Trichlorofluoromethan, các tên khác: Freon-11, CFC-11, hoặc R-11,là một hợp chất chlorofluorocarbon. Nó là một chất lỏng không màu, mờ nhạt, và mùi thơm ngọt, có nhiệt độ sôi xấp xỉ nhiệt độ phòng.

## Sử dụng
Đây là chất làm lạnh đầu tiên được sử dụng rộng rãi. Do điểm sôi cao (so với hầu hết các chất làm lạnh), nó có thể được sử dụng trong các hệ thống có áp suất hoạt động thấp, làm cho thiết kế cơ học của các hệ thống như vậy đòi hỏi ít hơn khi so sánh với hệ thống sử dụng các chất làm lạnh có áp suất cao hơn như R-12 or R-22.
R-11 có mức tiềm năng làm ozone cạn kiệt là 1.0, và việc sản xuất chất này tại Mỹ đã kết thúc trong tháng 1 năm 1996.
Trichlorofluoromethane được sử dụng như một hợp chất tham chiếu cho các nghiên cứu về flo-19 NMR.
Trước khi biết được tiềm năng cạn kiệt ozôn của các hợp chất clo trong chất làm lạnh và các ảnh hưởng có hại khác đối với môi trường, trichlorofluoromethan đôi khi được sử dụng làm chất làm sạch/tẩy rửa cho các hệ thống áp suất thấp.
Trichlorofluoromethan trước đây được sử dụng trong các động cơ nhiệt mô phỏng, phần lớn bởi vì nó có điểm sôi là 74,79 F (23,3 C). Chất thay thế, dichloromethan, điểm sôi 103,3 F (39.61 C) đòi hỏi nhiệt độ môi trường cao hơn để làm việc.